# Hans Sperl
Hans Sperl (* 13. November 1861 in Weyer (Oberösterreich); † 3. März 1959 in Wien) war ein österreichischer Rechtswissenschaftler und Dichterjurist.

## Leben
Nach der Matura studierte Sperl an der Universität Graz Rechtswissenschaft. Er wurde Mitglied der Akademischen Sängerschaft Gothia zu Graz. „Als längster und magerster Erster Tenor“ (Sperl) sang er ab 1879 im Akademischen Gesangverein Graz. 1884 zum Dr. iur. promoviert,  habilitierte er sich 1895 in Graz für Zivilverfahrensrecht (Österreich). 1899 wurde er zum  a.o. Professor ernannt. Als Nachfolger Anton Mengers folgte er wenige Monate später dem Ruf der Universität Wien auf ihren Lehrstuhl.  Daneben war er an der  Konsularakademie Wien von 1902 bis 1922 Professor für österreichisches und ungarisches  Handels- und  Wechselrecht und bürgerliches Gerichtsverfahren. 1903/04, 1913/14 und 1923/24 war er Dekan der Rechts- und Staatswissenschaftlichen Fakultät, 1924/25 Rektor der Universität Wien.
Als Conseilleur de gouvernement vertrat er 1931 in Den Haag Österreichs Rechtsstandpunkt. Der  Internationale Gerichtshof sollte entscheiden, ob die geplante, von Frankreich, der Tschechoslowakei und Italien beeinspruchte Deutsch-österreichische Zollunion dem Anschlussverbot zuwiderlief. Sperl konnte 7 der 15 Richter von seiner Auffassung der Zulässigkeit überzeugen. 8 Richter hielten die Union zwar für juridisch zulässig, weil dadurch die „staatliche Unabhängigkeit Österreichs“ nicht aufgegeben werde; sie erkannten aber eine „Gefährdung der wirtschaftlichen Unabhängigkeit Österreichs“ und verweigerten ihre Zustimmung.
Nach seiner Emeritierung (1933) lehrte Sperl noch bis 1940 als Honorarprofessor für Rechtsvergleichung und ausländisches Recht. Er trat der NSDAP bei (Mitgliedsnummer 7.683.719). Im Alter veröffentlichte er mehrere Romane und Erzählungen mit autobiographischen Zügen. Er befasste sich mit dem Völkerbund und dem Luftfahrtrecht. Er schrieb Bücher über Altmünster, Kirchschlag bei Linz und Urfahr. Er wurde am Döblinger Friedhof bestattet.

## Ehrenämter
- Präsident des Zentralrats der geistigen Arbeiter (1920–1934)
- I. Vorstand des Wiener Männergesang-Vereins (1934–1939)
- Gesellschaft der Musikfreunde in Wien (Direktion seit 1934)
- Genossenschaft bildender Künstler (Künstlerhaus Wien)

## Werke

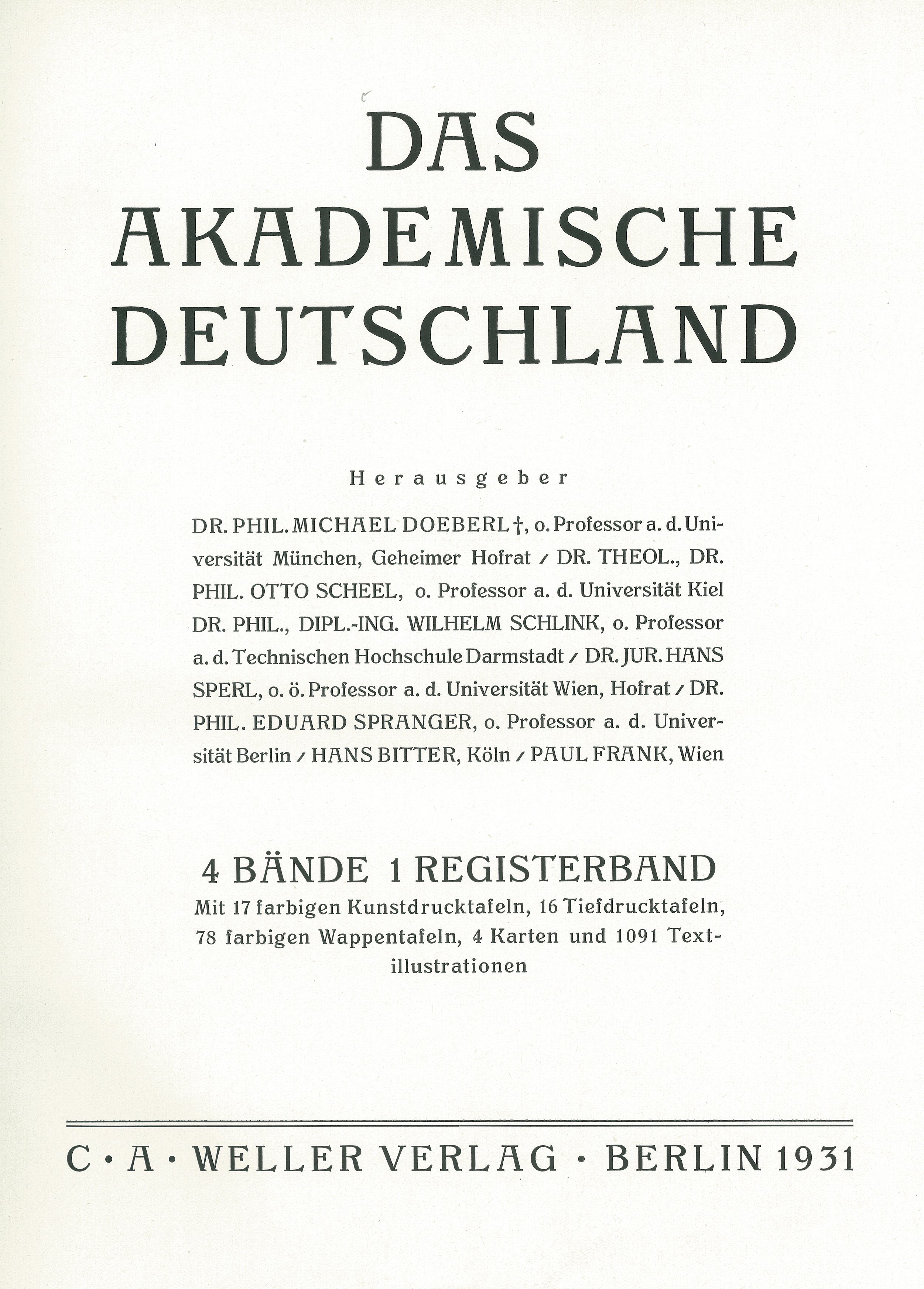
Akademisches-Deutschland (1931)

- Lehrbuch der bürgerlichen Rechtspflege, 1925–1930.
- mit Michael Doeberl, Otto Scheel,  Wilhelm Schlink, Eduard Spranger, Hans Bitter und Paul Frank (Hrsg.): Das Akademische Deutschland. 4 Bände, 1 Registerband von Alfred Bienengräber. C. A. Weller Verlag, Berlin 1931.

## Ehrungen
- Hofrat (1916)
- Zivil-Verdienstmedaille (Österreich) (1916)
- Komturkreuz des Franz-Joseph-Ordens (1916)
- Mecidiye-Medaille für Kunst und Gewerbe (1916)
- Goldenes Ehrenzeichen für 40-jährigen Staatsdienst (1923)
- Großes Ehrenzeichen für Verdienste um die Republik Österreich (1922) (1933)
- Goldenes Doktordiplom (1934)
- Ehrenring der Stadt Wien (1936)
- Medaille für Verdienste um den Nationalsozialismus in Österreich (1940)
- Ehrenmitglied der philosophisch-historischen Klasse der  Österreichischen Akademie der Wissenschaften (1942)
- Ehrenmünze der Stadt Wien (1944)
- Ehrenzeichen der Universität Wien (1951)
- alle Auszeichnungen des Wiener Männergesang-Vereins, zuletzt Vereinsabzeichen mit Brillanten und Rubinen in Gold (1951)
- Ehrenmitglied der Akademischen Sängerschaft Gothia zu Graz (1956)
- Hans-Sperl-Straße in Salzburg[8]